# M2サブマシンガン
M2サブマシンガン（英語: M2 Submachine Gun）は、ジェネラルモータースの国内製造部門（英語: Inland Manufacturing division）に勤務していた技師のジョージ・ハイドが、アメリカ軍におけるトンプソン・サブマシンガンの更新を目的に設計した短機関銃である。別称としてハイド・インランド M2またはM2 ハイドとも表記される。

## 開発
1920年代以来、海兵隊をはじめとするアメリカ軍隷下の陸上戦闘部隊では、歩兵用小銃の補完としてM1921やM1928等のトンプソン・サブマシンガンが運用されていたが、1910年代の工業技術に基づいて設計されたトンプソンシリーズは製造工程において切削加工を多用するため、軍部からは威力や信頼性についてはある程度評価できる反面、コストや生産速度、本体重量の面で難がある小火器として認識されていた。
第二次世界大戦の勃発により兵器の生産性が重要視されたことを受け、部分的に構造の簡略化を図った改良型（後のM1及びM1A1）の設計が開始されたが、ほぼ同時期にはトンプソンシリーズの更新と、これに代わる量産の容易な新型短機関銃の採用も検討されるようになった。
後継短機関銃の選定のために1930年代後半から1942年頃にかけて実施された一連の性能試験には国内外の様々な短機関銃が提出され、特にイギリス製のステンは性能面で優れた成績を残した。審査の結果、保守的な軍部はステンの徹底的に単純化された外見から受けた印象に基づき従来の小火器よりも劣等にあると見做したため制式採用には至らなかったが、近代的な兵器における生産効率の重要性については確信を与え、その後の採用基準を形作るきっかけとなった。
銃器設計者のジョージ・ハイドも数回この試験に参加しており、1939年の試験で不合格となった自作のM35サブマシンガンを原型に設計した「ハイド・インランド1」と、これに若干の改良を加えた「ハイド・インランド2」を提出し、それぞれ1942年4月と同年6月にアバディーン性能試験場でテストを行った。
提出されたハイドの短機関銃はM1928やM1よりも生産に時間を要せず安価であり、実用面でも比較的軽量で泥や汚れにも強く、加えてそれまで試験に提出されてきた全ての短機関銃の中でフルオート時の射撃精度が最も優れていたため、ハイド・インランド1の試験が終了した時点でM2として準制式化が決定された。
M2の製造は他業務で余裕を失ったGM国内製造部門に代わってマーリン・ファイアアームズが担当し、1942年12月から計164,450丁を納入する契約が結ばれたが、実際の納入は後述する技術的な問題により1943年5月までずれ込むこととなった。
更に、ハイドがステンやMP40で有効性が示されたプレス加工による製造を念頭に置いて再度設計した新型短機関銃が、M2の初納入と同月にM3として軍に制式採用されてしまい、1943年6月にマーリン社に対するM2の受注が白紙化されたことで製造自体が中止された。
総製造数は400丁ないし500丁程度と考えられており、その僅かな数の完成品も日の目を見ることなく大半が廃棄されてしまったため、2019年時点での現存数は世界で6丁のみであるとされている。

## 構造
M2はトンプソン・サブマシンガンと前後に押し縮めたウィンチェスター M1を組み合わせたような外見であり、トンプソンシリーズよりも人間工学的には優れていたが、肝心の生産性に関する点はステンやM3ほど洗練されてはいなかった。
作動方式はM1と同じくブローバックであり、撃発はオープンボルトから行われた。射撃モードは単射と連射を切り替えることができ、弾倉はM1と共通のものが流用可能であった。
機関部を覆い被筒と一体化した特徴的な直銃床を有したが、これはM1の曲銃床よりも反動の制御が容易で射撃精度の向上に貢献していた。その一方で、この銃床はM1以前と変わらず旧来的な木製であったため、生産効率ではM3に搭載されたワイヤー型銃床よりも劣っていたと見られる。
量産性の観点から機関部の金属部品には焼結合金が採用されたが、M2の製造を委託されたマーリン社は焼結合金の製造技術に乏しく、強度不足の解決に相当の時間を費やして納入時期の遅延を引き起こしたため、事実上の採用撤回を受ける直接的な原因となった。